# Lekkoatletyka na Letnich Igrzyskach Paraolimpijskich 2004 – bieg na 100 metrów kl. T38 mężczyzn
W biegu na 100 metrów kl. T38 (zawodnicy stojący z porażeniem mózgowym) mężczyzn podczas Letnich Igrzysk Paraolimpijskich 2004 rywalizowało ze sobą 10 zawodników.

## Wyniki

### Eliminacje
Bieg 1
| Poz. | Zawodnik             | Narodowość | Rezultat | Uwagi |
| ---- | -------------------- | ---------- | -------- | ----- |
| 1    | Zhou Wenjun          | Chiny      | 11.75    | Q     |
| 2    | Andrij Onufriyenko   | Ukraina    | 11.83    | Q     |
| 3    | Aristotelis Marinos  | Grecja     | 11.89    | Q     |
| 4    | Paul Benz            | Australia  | 12.16    | q     |
| 5    | Juan Ramon Carrapiso | Hiszpania  | 12.63    | q     |

Bieg 2
| Poz. | Zawodnik          | Narodowość       | Rezultat | Uwagi |
| ---- | ----------------- | ---------------- | -------- | ----- |
| 1    | Tim Sullivan      | Australia        | 11.63    | Q     |
| 2    | Farhat Chida      | Tunezja          | 11.87    | Q     |
| 3    | Stephen Payton    | Wielka Brytania  | 11.92    | Q     |
| 4    | Christer Lenander | Szwecja          | 12.64    |       |
| 5    | Kim Young Min     | Korea Południowa | 13.07    |       |

### Finał
Finał A
| Poz. | Zawodnik             | Narodowość      | Rezultat | Uwagi |
| ---- | -------------------- | --------------- | -------- | ----- |
| 1    | Tim Sullivan         | Australia       | 11.37    | WR    |
| 2    | Zhou Wenjun          | Chiny           | 11.63    |       |
| 3    | Farhat Chida         | Tunezja         | 11.64    |       |
| 4    | Aristotelis Marinos  | Grecja          | 11.70    |       |
| 5    | Stephen Payton       | Wielka Brytania | 11.76    |       |
| 6    | Andrij Onufryienko   | Ukraina         | 11.82    |       |
| 7    | Paul Benz            | Australia       | 12.16    |       |
| 8    | Juan Ramon Carrapiso | Hiszpania       | 12.36    |       |